# Clara Fraser
Clara Fraser (Los Ángeles, 12 de marzo de 1923-Seattle, 24 de febrero de 1998) fue una feminista y organizadora política socialista estadounidense que cofundó y dirigió el Partido de la Libertad Socialista y Mujeres Radicales.

## Biografía
Fraser nació de padres inmigrantes judíos en la zona Este de Los Ángeles, de clase laboral multiétnica. Su padre, Samuel Goodman, era camionero, y su madre, Emma Goodman, trabajadora de la confección y más tarde agente empresarial de International Ladies' Garment Workers' Union. Fraser se unió al grupo de juventudes del Partido Socialista cuando cursaba la educación secundaria.
Hacia 1945, después de graduarse en la Universidad de California, Los Ángeles, con un grado en literatura y educación. Siguió las ideas de León Trotski, cuya campaña contra el estalinismo ganó partidarios en todo el mundo. Ese mismo año se unió al  partido trotskista Partido Socialista de los Trabajadores (SWP). En 1946 se mudó a la región Noroeste del Pacífico para ayudar a instituir el SWP en la sucursal de Seattle.
Como electricista en una línea de montaje, se unió a la huelga de Boeing de 1948. Cuando el sindicato recibió una orden judicial contra las huelgas organizó una brigada de madres para pasear con sus bebés por las vías. Después de la huelga, Boeing la despidió y la inscribió en la lista negra, siendo perseguida durante una década por el FBI.
En los cincuentas y los sesentas, Fraser colaboró para erradicar la segregación racial, abogó por las  mujeres y se opuso a la Guerra de Vietnam. Junto con su entonces marido, Richard S. Fraser, trabajó para desarrollar una Integración Revolucionaria que explica la interdependencia y las luchas del socialismo y la libertad afroestadounidense, argumentando la importancia clave del liderazgo negro para la clase obrera de los EE. UU.
El SWP apoyaba la Nación del Islam. El comité local de Seattle condujo una campaña larga para que en el partido nacional ganara su perspectiva. Unas medidas drásticas en democracia de partido interno condujeron este esfuerzo a un callejón sin salida. Fraser fue coautora de una crítica a la rama del SWP y de su degeneración política y organizativa, en una serie de documentos vueltos a publicar bajo el título Crisis and Leadership Archivado el 6 de julio de 2007 en Wayback Machine. (Seattle: Red Letter Press, 2000).

## Trayectoria

### Liderazgo feminista socialista
La rama de Seattle dejó el SWP en 1966 y lanzó el Partido Socialista de la Libertad, fundado en un programa que enfatizaba la función de liderazgo de los desamparados para conseguir el progreso para toda la humanidad. En 1967, Fraser, junto con Gloria Martín y mujeres jóvenes del partido New Left (Nueva  Izquierda), fundó Mujeres Radicales (Radical Women: RW), que ambicionaba enseñar liderazgo a las mujeres y habilidades teóricas de conciencia.
En 1973, Fraser comenzó a trabajar en el proyecto Seattle City Light, con fines de utilidad pública. Como coordinadora de formación y educación, implementó un programa para entrenar y contratar mujeres como trabajadoras electricistas.
Despedida en 1974, Fraser inmediatamente presentó una queja de discriminación que documentó como sesgo político dominante y sexismo. Después de una batalla de siete años ganó y afirmó el derecho de los trabajadores para hablar en contra de la administración y para organizarse. Regresó a su trabajo anterior en Seattle City Light justo con un nuevo furor. Rompió así la discriminación contra mujeres en comercios no tradicionales. Fraser se unió en un sindicato con otras mujeres, en su campo profesional, para fundar una nueva organización utilizando la discriminación positiva para combatir el sexismo y la discriminación en la carrera profesional, el Comité de Empleado para Derechos Iguales en City Light (CERCL).
En 1984, un exagente de la Freeway Service Patrol (FSP) de nombre Richard Snedigar denunció por acoso a Fraser junto con otros siete dirigentes del partido, y a toda la organización. Este caso es conocido como Freeway Hall Case.
Snedigar quiso apropiarse una donación sustancial recibida años antes, para obtener una sede nueva después que el partido le echara de Freeway Hall. Fraser y los abogados del partido fueron sentenciados a prisión por divulgar información financiera, aunque finalmente no se ejerció la sentencia. La FSP persiguió este caso en la Corte Suprema de los Estados Unidos, donde el abogado de libertades civiles Leonard Boudin defendió que el derecho a la  intimidad es esencial a la libertad para expresar disidencia.

### Filosofía y pensamiento político
Fraser había enfatizado que el feminismo centrado solo en el feminismo sería insuficiente, y creía que no conseguiría sus metas. La opresión de los diferentes sexos o clases dependía de cada uno, y centrarse en un solo asunto sería en detrimento de los demás. En el caso del feminismo, inevitablemente sería dominado por mujeres blancas, de clase alta, quienes creerían estar representando a todas las mujeres. Hay muchas citas en sus escritos donde expresa este punto de vista. En su libro Revolution, en How Marxists Think (Cómo piensan los marxistas) expresa un desdén por la lógica clásica.
Fraser declara que Hegel se había dado cuenta de estos defectos y desarrolló una lógica que había emprendido movimiento y cambio pero estaba todavía plagado de una clase de idealismo, un privilegio por sustancias no materiales (como el espíritu absoluto) sobre condiciones materiales. Esto es donde Marx «fija» a  Hegel, viéndolo arraigado en las condiciones naturales de una sociedad. Fraser declara que toda ciencia es el estudio del movimiento y del comportamiento, y el marxismo es sencillamente el estudio del movimiento humano y del comportamiento social.

### Artículos y entrevistas
- Carol Beers, "Activist Clara Fraser Dead At 74 —– 'Life Spent Contemplating Your Own Navel... Helps No One' Archivado el 19 de mayo de 2011 en Wayback Machine.", Seattle Times, 28 February 1998.
- Florangela Davila, "Still Active — Radical Clara Fraser Turns A Feisty 73 Archivado el 19 de mayo de 2011 en Wayback Machine.", Seattle Times, 17 March 1996.
- Jack Hopkins, "Seattle’s Grande Dame of Socialism (enlace roto disponible en Internet Archive; véase el historial, la primera versión y la última).", Seattle Post-Intelligencer, 11 September 1988.
- Lisa Schnellinger, "Socialism’s Flame Flickers on in Seattle (enlace roto disponible en Internet Archive; véase el historial, la primera versión y la última).", Seattle Post-Intelligencer, 5 May 1989.
- James Wallace, "The Socialist and the Holy Man (enlace roto disponible en Internet Archive; véase el historial, la primera versión y la última).", Seattle Post-Intelligencer, 28 July 1990.
- Jane Hadley, "Memorial Rite Set for Clara Fraser: Seattle 'Revolutionary' is Dead at 74 (enlace roto disponible en Internet Archive; véase el historial, la primera versión y la última).", Seattle Post-Intelligencer, 2 March 1998.
- Imbert Matthee, "Boeing Strike has Parallels to '48 Walkout (enlace roto disponible en Internet Archive; véase el historial, la primera versión y la última).", Seattle Post-Intelligencer, 4 December 1995.

### Archivos
- Clara Fraser Defense Committee records. (enlace roto disponible en Internet Archive; véase el historial, la primera versión y la última). 1979-83. .42 cubic feet. At the Labor Archives of Washington, University of Washington Libraries Special Collections.
- Clara and Richard Fraser Papers. 1905-1949, 1970. 100 items (2 boxes).At the Labor Archives of Washington, University of Washington Libraries Special Collections.
- Melba Windoffer papers. 1933-1990. 7.42 cubic feet (8 boxes).At the Labor Archives of Washington, University of Washington Libraries Special Collections.